# Парсемен, Кевин
Ке́вин Мариу́с Парсеме́н (фр. Kévin Marius Parsemain; 13 февраля 1988, Ле-Франсуа, Мартиника) — мартиникский футболист, нападающий «Голден Лион» и сборной Мартиники. Парсемен является лучшим бомбардиром в истории своей сборной.

## Клубная карьера
Парсемен начал свою карьеру в клубе из Мартиники «Франсискен». В 2006 году футболист перешёл в клуб «Ле-Ман», за резервную команду которого провёл два с половиной сезона. В 2009 году Парсемен перешёл в клуб «Круа-де-Савойя». 24 апреля 2009 года футболист впервые сыграл за клуб, выйдя на замену в матче против «Шербура» за 20 минут до конца. Однако из-за травмы паха Парсемен больше за команду не играл и в июле того же года вернулся в Мартинику, перейдя в клуб «Ривер-Пилот». В январе 2014 года Кевин прибыл на просмотр в «Сиэтл Саундерс». В товарищеских матчах Парсемен стал лучшим бомбардиром команды вместе с Обафеми Мартинсом, забив 3 мяча. В итоге 28 марта 2014 года клуб подписал контракт с нападающим. Однако уже 6 апреля Парсемен порвал на тренировке крестообразные связки, пропустив весь остаток сезона. После восстановления от травмы в марте 2015 года был отправлен в резервную команду, за которую провёл 5 матчей. В августе 2015 года Парсемен перешёл в клуб из Демократической Республики Конго «Мотема Пембе». В составе этого клуба Кевин стал лучшим бомбардиром, забив 10 мячей в 17 матчах. Однако через 7 месяцев из-за финансовых проблем и недостаточной безопасности футболист разорвал контракт с командой. После этого Парсемен снова вернулся в родную страну, став игроком клуба «Голден Лион».

## Карьера в сборной
Кевин впервые был вызван в сборную Мартиники на квалификацию Карибского кубка 2008 года. В 2010 году он выиграл Кубок заморских территорий Франции, выиграв у сборной Реюньона в финале. На Карибском кубке 2012 Парсемен стал лучшим бомбардиром как в отборочном турнире, так и в финальном. Мартиника заняла четвёртое место на турнире и пробилась на Золотой кубок КОНКАКАФ 2013. На этом турнире Кевин был капитаном сборной, сыграл во всех трёх матчах группового этапа и забил один гол. В 2017 году сборная снова стала участницей Золотого кубка КОНКАКАФ. Парсемен в трёх матчах группового этапа забил три гола и стал лучшим бомбардиром турнира вместе с Алфонсо Дейвисом и Джорданом Моррисом.
Летом 2019 года был вызван в сборную для участия в Золотом кубке КОНКАКАФ. В третьем матче в групповом раунде против сборной Мексики забил гол на 56-й минуте, однако его команда уступила 2:3.

## Голы в сборной
| №   | Дата             | Стадион                                  | Оппонент                      | Счёт | Результат | Соревнование                                |
| --- | ---------------- | ---------------------------------------- | ----------------------------- | ---- | --------- | ------------------------------------------- |
| 1   | 30 мая 2010      | Прогресс Парк, Сент-Эндрю                | Гренада                       | 1:0  | 2:2       | Товарищеский матч                           |
| 2   | 28 августа 2010  | Джордж Олдум, Вьё-Фор                    | Сент-Люсия                    | 1:0  | 1:1       | Товарищеский матч                           |
| 3   | 23 сентября 2010 | Парк де Спорт де Мезон-Руж, Бри-сюр-Марн | Таити                         | 3:1  | 4:1       | Кубок заморских территорий Франции 2010     |
| 4   | 26 сентября 2010 | Анри Лонге, Вири-Шатийон                 | Новая Каледония               | 3:0  | 4:0       | Кубок заморских территорий Франции 2010     |
| 5   | 3 марта 2012     | Жорж Грасьян, Ле-Ламантен                | Гваделупа                     | 1:1  | 1:2       | Товарищеский матч                           |
| 6   | 2 мая 2012       | Жорж Грасьян, Ле-Ламантен                | Гайана                        | 1:0  | 2:2       | Товарищеский матч                           |
| 7   | 5 сентября 2012  | Жорж Грасьян, Ле-Ламантен                | Британские Виргинские Острова | 3:0  | 16:0      | Квалификация на Карибский кубок 2012        |
| 8   | 5 сентября 2012  | Жорж Грасьян, Ле-Ламантен                | Британские Виргинские Острова | 8:0  | 16:0      | Квалификация на Карибский кубок 2012        |
| 9   | 5 сентября 2012  | Жорж Грасьян, Ле-Ламантен                | Британские Виргинские Острова | 9:0  | 16:0      | Квалификация на Карибский кубок 2012        |
| 10  | 5 сентября 2012  | Жорж Грасьян, Ле-Ламантен                | Британские Виргинские Острова | 11:0 | 16:0      | Квалификация на Карибский кубок 2012        |
| 11  | 5 сентября 2012  | Жорж Грасьян, Ле-Ламантен                | Британские Виргинские Острова | 13:0 | 16:0      | Квалификация на Карибский кубок 2012        |
| 12  | 5 сентября 2012  | Жорж Грасьян, Ле-Ламантен                | Британские Виргинские Острова | 15:0 | 16:0      | Квалификация на Карибский кубок 2012        |
| 13  | 7 сентября 2012  | Ан Каме, Ривьер-Пилот                    | Монтсеррат                    | 1:0  | 5:0       | Квалификация на Карибский кубок 2012        |
| 14  | 7 сентября 2012  | Ан Каме, Ривьер-Пилот                    | Монтсеррат                    | 3:0  | 5:0       | Квалификация на Карибский кубок 2012        |
| 15  | 7 сентября 2012  | Ан Каме, Ривьер-Пилот                    | Монтсеррат                    | 4:0  | 5:0       | Квалификация на Карибский кубок 2012        |
| 16  | 7 сентября 2012  | Ан Каме, Ривьер-Пилот                    | Монтсеррат                    | 5:0  | 5:0       | Квалификация на Карибский кубок 2012        |
| 17  | 9 сентября 2012  | Пьер Аликер, Фор-де-Франс                | Суринам                       | 1:0  | 2:2       | Квалификация на Карибский кубок 2012        |
| 18  | 22 сентября 2012 | Жан Буэн, Исси-ле-Мулино                 | Новая Каледония               | 1:0  | 2:0       | Кубок заморских территорий Франции 2012     |
| 19  | 22 сентября 2012 | Жан Буэн, Исси-ле-Мулино                 | Новая Каледония               | 2:0  | 2:0       | Кубок заморских территорий Франции 2012     |
| 20  | 26 сентября 2012 | Парк де Спорт, Сент-Уан-л’Омон           | Майотта                       | 1:0  | 3:0       | Кубок заморских территорий Франции 2012     |
| 21  | 12 декабря 2012  | Сэр Вивиан Ричардс, Норт-Саунд           | Французская Гвиана            | 2:0  | 3:1       | Карибский кубок 2012                        |
| 22  | 14 декабря 2012  | Антигуа Рекриэйшн Граунд, Сент-Джонс     | Тринидад и Тобаго             | 1:0  | 1:1       | Карибский кубок 2012                        |
| 23  | 14 июля 2013     | Спортс Ауторити Филд эт Майл Хай, Денвер | Мексика                       | 1:2  | 1:3       | Золотой кубок КОНКАКАФ 2013                 |
| 24  | 23 марта 2016    | Пьер Аликер, Фор-де-Франс                | Британские Виргинские Острова | 1:0  | 3:0       | Карибский кубок 2017                        |
| 25  | 11 октября 2016  | Пьер Аликер, Фор-де-Франс                | Тринидад и Тобаго             | 1:0  | 2:0       | Карибский кубок 2017                        |
| 26  | 26 апреля 2017   | Жорж Грасьян, Ле-Ламантен                | Гваделупа                     | 1:0  | 4:1       | Товарищеский матч                           |
| 27  | 26 апреля 2017   | Жорж Грасьян, Ле-Ламантен                | Гваделупа                     | 3:0  | 4:1       | Товарищеский матч                           |
| 28  | 8 июля 2017      | Ниссан-стэдиум, Нашвилл                  | Никарагуа                     | 1:0  | 2:0       | Золотой кубок КОНКАКАФ 2017                 |
| 29  | 12 июля 2017     | Реймонд Джеймс Стэдиум, Тампа            | США                           | 1:2  | 2:3       | Золотой кубок КОНКАКАФ 2017                 |
| 30  | 12 июля 2017     | Реймонд Джеймс Стэдиум, Тампа            | США                           | 2:2  | 2:3       | Золотой кубок КОНКАКАФ 2017                 |
| 31. | 14 октября 2018  | Хуан Рамон Лоубриэль, Баямон             | Пуэрто-Рико                   | 1:0  | 1:0       | Квалификация на Лигу наций КОНКАКАФ 2019/20 |
| 32. | 16 октября 2018  | Пьер Аликер, Фор-де-Франс                | Британские Виргинские Острова | 1:0  | 4:0       | Квалификация на Лигу наций КОНКАКАФ 2019/20 |
| 33. | 16 октября 2018  | Пьер Аликер, Фор-де-Франс                | Британские Виргинские Острова | 3:0  | 4:0       | Квалификация на Лигу наций КОНКАКАФ 2019/20 |
| 34. | 19 ноября 2018   | Пьер Аликер, Фор-де-Франс                | Антигуа и Барбуда             | 4:1  | 4:2       | Квалификация на Лигу наций КОНКАКАФ 2019/20 |
| 35. | 23 июня 2019     | Банк оф Америка Стэдиум, Шарлотт         | Мексика                       | 1:1  | 2:3       | Золотой кубок КОНКАКАФ 2019                 |